# Иванов, Михаил Ромуальдович
Михаил Ромуальдович Иванов (род. 24 сентября 1965, Николаев) — советский гребец. Мастер спорта СССР (1984). Мастер спорта СССР международного класса (1986). Заслуженный мастер спорта СССР (1987).
Окончил Киевский государственный институт физической культуры (1987).
Представлял николаевское спортивное общество «Буревестник». Тренировался под началом Л. Главаты и И. Гринько.
Дважды становился чемпионом мира в 1986 году в Великобритании и в 1987 году в Дании.
Занимался тренерской деятельностью в Мексике с 1998 по 2000 год. С 2001 года — работает тренером в Норвегии.